# Zoologischer Garten Hof
Koordinaten: 50° 19′ 51″ N, 11° 55′ 29″ O
Der Zoologische Garten Hof ist der einzige Zoo in Oberfranken. Er enthält den Geologischen Garten (mit Naturkundegarten) der Stadt Hof. Der Tiergarten liegt im nordöstlichen Stadtgebiet, direkt am Bürgerpark Theresienstein, und in unmittelbarer Nähe zu Botanischem Garten, Luitpoldhain und Friedhof.

## Geschichte
Der Hofer Zoo wurde 1954 zunächst als Aquarienausstellung vom Verein für Aquarien-Terrarien- und volkstümliche Naturkunde Hof e. V. gegründet und später als Kleintierzoo erweitert. Zur Landesgartenschau 1994 wurde das Gelände grundlegend umgestaltet, aus dem Kleintierzoo wurde der Zoologische Garten.
Nach dem Tod Janusz Gutkowskis, der den Zoo 30 Jahre lang geleitet hatte, übernahm 2017 Eugen Fischer kommissarisch die Leitung bis zur Einarbeitung von Gutkowskis Nachfolgerin. 2018, bereits unter der Leitung von Sandra Dollhäupl, wurde eine Reihe von Modernisierungsmaßnahmen abgeschlossen. Für eine Investitionssumme von rund 210.000 Euro (davon ein Drittel als Zuschuss der Stadt Hof, der Hauptbetrag waren Zuwendungen von Stiftungen und Spendern) entstanden ein neues Kassenhaus und eine zweisprachige Beschilderung (deutsch und tschechisch). Die begehbare Voliere für die Wellensittiche wurde umgebaut, das Savannenhaus energetisch saniert. Die hohen Stromkosten hatten den Zoo finanziell stark belastet. Die Stadt Hof erhöhte den jährlichen Zuschuss an den Zoo von 110.000 auf 130.000 Euro.
Im Jahr 2018 besuchten erstmals seit Beginn der Besucherstatistik 2001 mehr als 60.000 Menschen den Zoo.
2019 feierte der Zoologische Garten sein 65-jähriges Jubiläum. Das zugehörige Fest verlief parallel zum deutsch-finnischen Volksfest anlässlich des 50-jährigen Bestehens der Städtepartnerschaft Hof-Joensuu.
2021 übernahm David Pruß die Leitung des Zoos, weil Sandra Dollhäupl nach Duisburg ging. Bei einem Unwetter im Oktober hat ein herabfallender Ast das Luchsgehege stark beschädigt. 2023 wurde der Pachtvertrag mit der Stadt Hof erneuert. Auch wurde beschlossen, dass das Gelände des Geologischen Gartens zur Haltung von Huftieren genutzt werden soll.
2025 folgte Michel Vollprich auf David Pruß bei der Leitung des Zoologischen Garten. Wie auch bereits sein Vorgänger war Vollprich mit 25 Jahren wieder der jüngste Zoodirektor Deutschlands.

## Tierarten

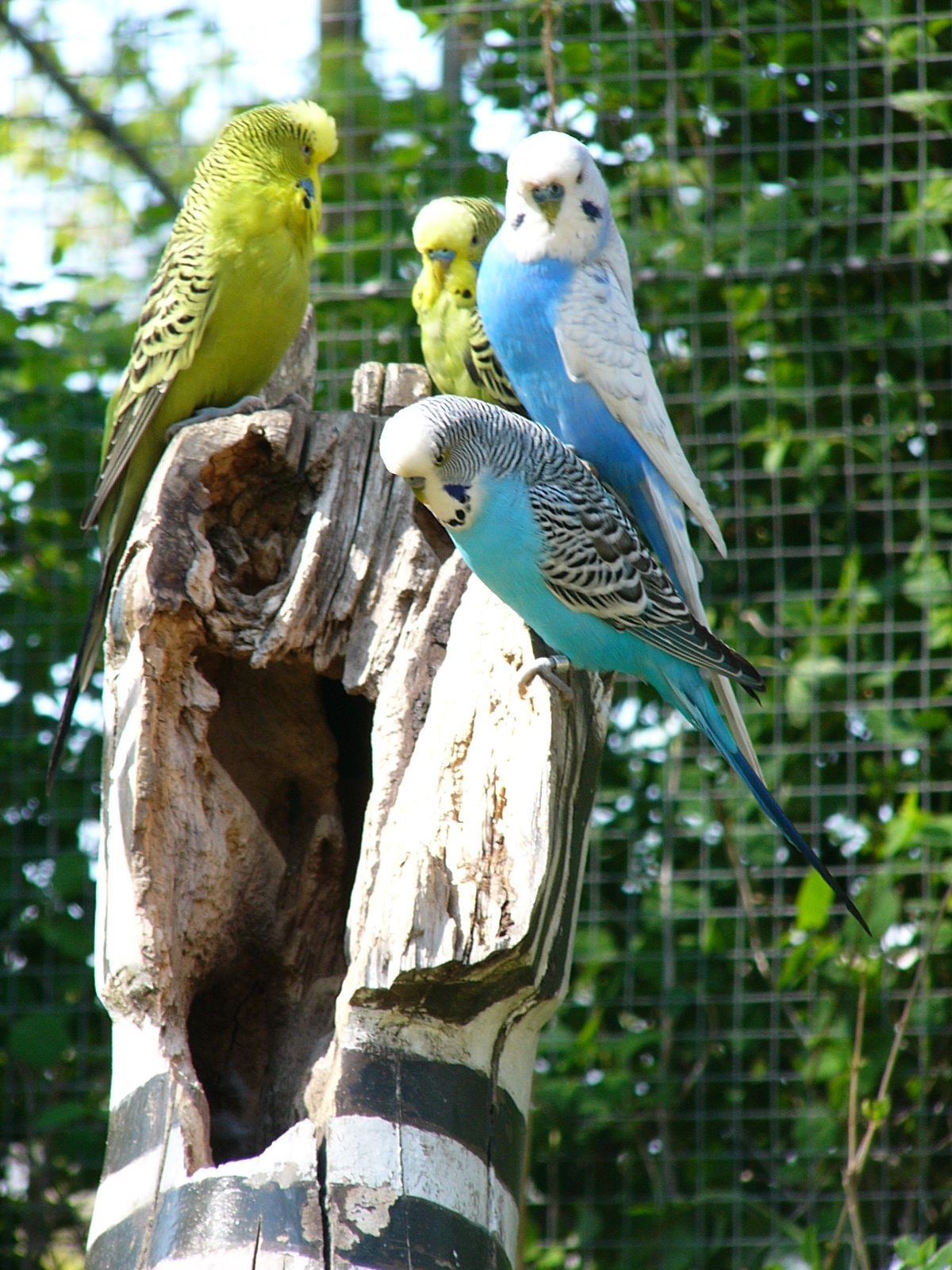
Wellensittiche in der begehbaren Voliere

Im Zoo gibt es Eulen und Greife in Volieren, ein Affenhaus mit Kapuziner- und Lisztaffen, ein Luchs-Gehege und ein begehbares Bennett-Känguru-Gehege. Das Erdschauhaus ermöglicht Einblicke in die Höhlen von Fuchsmangusten und Präriehunden. Ein Schwerpunkt sind bedrohte europäische Tierarten wie Steinkauz und Weißstorch sowie seltene Haustierrassen, zum Beispiel die Schafrasse Skudde und die Haustaube Fränkische Bagdette.
Ein weiterer Schwerpunkt ist Südamerika. Im Savannenhaus (ehemals Tropenhaus) wird auf 400 m² Fläche eine Vielfalt an Fischen, Reptilien, Amphibien und Säugetieren präsentiert. Es enthält ein Regenwaldbiotop, ein Landschaftsaquarium mit rund 7000 Litern Wasser, mehrere tropische Freiterrarien sowie ein großes „Amazonasbecken“. Dort leben zahlreiche Salmler, Welse und Buntbarsche.
Seit 2006 gibt es Gibbons und mehrere Eulen-Volieren. Für die Zukunft ist eine Anlage für Kattas vorgesehen.

## Geologischer Garten
Der im Rahmen der Landesgartenschau 1994 eingerichtete Geologische Garten stellte in Miniaturform vor allem die Saale und ihre Nebenflüsse sowie die Stadt Hof dar, sowie durch Gesteinsbeispiele den erdgeschichtlichen Aufbau der Region. Der integrierte Naturkundegarten zeigte in verschieden gestalteten Bereichen die Vielfalt der einheimischen Flora. Das Areal wurde nach 30-jähriger Zweckbindung durch die Stadt Hof 2024 dem Zoo übereignet und der Großteil der Exponate an Bayreuth abgegeben, wo sie seit Mai 2024 als „Weg der Erdgeschichte“ im Röhrenseepark wieder ausgestellt sind. Das Gelände im Zoo soll künftig für die Haltung von Huftieren genutzt werden.

## Sonstiges
2019 übernahm der Bauchredner Sebastian Reich mit seiner Bauchrednerpuppe, der Nilpferddame Amanda, die Tierpatenschaft für den Esel Apollo 13 (der Name ist abgeleitet von Dimitris Esel in Der Schuh des Manitu). Auch Bürger vor allem aus der Umgebung sind Tierpaten weiterer Tiere und Tierarten.